# Ravenski egzarhat
Ravenski egzarhat ili Talijanski egzarhat (lat. Exarchatus Ravennatis) bio je središte bizantske moći u Italiji, od kraja 6. stoljeća do 751. godine, kada su posljednjeg egzarha (bizantskog upravitelja) ubili carski neprijatelji u Italiji, Langobardi.

## Uvod
Ravenna je postala prijestolnica Zapadnog Rimskog Carstva 402. godine za vrijeme vladavine cara Honorija zbog svoje izvrsne luke s pristupom Jadranu i svojeg odličnog obrambenog položaja unatoč neprohodnim močvarama. Grad je ostao prijestolnica Carstva sve do pada 476. kada je postao prijestolnicom Odoakra, a zatim i ostrogotskoga kralja Teodorik. Iako je ostala prijestolnicom Ostrogotskog Kraljevstva, Ravenu je 540. godine tijekom Gotskoga rata (535. – 554.) zauzeo veliki bizantski general Belizar. Nakon što su je Rimljani ponovno zauzeli, postala je sjedištem provincijskog upravitelja. U to je vrijeme administrativna struktura Italije slijedila, uz neke modifikacije, stari sustav kojeg je uspostavio car Dioklecijan, a kojeg su preuzeli Odoakar i Goti.

## Invazija Langobarda i reakcija Bizanta
Godine 568. Langobardi su pod vodstvom kralja Alboina zajedno s ostalim germanskim saveznicima prodrli u sjevernu Italiju. Područje je bilo samo nekoliko godina u potpunom miru, a proživjelo je strahotu tijekom Gotskog rata. Lokalne rimske snage bile su slabe, a nakon što su zauzeli nekoliko gradova, Langobardi su 569. osvojili Milano. Nakon trogodišnje opsade zauzeli su Paviju 572. i pretvorili je u svoju prijestolnicu. U narednim godinama zauzeli su Toskanu. Ostali, pod Faroaldom i Zottom, prodrli su u središnju i južnu Italiju gdje su uspostavili vojvodstva Spoleto i Benevento. Ipak, nakon Alboinova ubojstva 573. Langobardi su se podijelili u nekoliko autonomnih vojvodstava ("Vladavina vojvoda").
Car Justin II. pokušao je iskoristiti ovu situaciju pa je 576. poslao svog zeta Baduarija u Italiju. Ondje je doživio poraz u bitki u kojoj je poginuo, a kontinuirane krize na Balkanu i Istoku pokazale su da još jedan carski pokušaj ponovnog osvajaja nije moguć. Zbog langobardskih upada, rimski posjedi su se usitnili u nekoliko izoliranih teritorija, pa ih je 580. godine car Tiberije II. Konstantin reorganizirao u pet provincija, sada na grčkom nazvanih eparhije: Anonarija u sjevernoj Italiji oko Ravene, Kalabrija, Kampanija, Emilija i Ligurija, te Urbikarija oko grada Rima (Urbs). Tako je do kraja šestog stoljeća novi poredak sila postavljen u stabilnom slijedu. Ravena, pod upravom svog egzarha koji je imao civilnu i vojnu vlast zajedno uz svoju crkvenu službu, ograničena je na grad, gradsku luku i okolicu sjeverno sve do rijeke Po iza koje je ležao teritorij Mletačkog dužda, nominalno u carskoj službi, te južno do rijeke Marecchia, iza koje se nalazi Pentapolis na Jadranu, također pod vlašću vojvode koji je nominalno predstavljao cara na Istoku.

## Egzarhat
Egzarhat je bio organiziran u grupu vojvodstava (tj. Vojvodstvo Rima, Vojvodstvo Venecije, Vojvodstvo Kalabrije, Lukanije, Spoleta itd.), koja su uglavnom bili obalni gradovi na talijanskom poluotoku, jer su Langobardi imali prednost u unutrašnjosti.
Vojni i politički poglavar nad carskim posjedima bio je sam egzarh koji je u Raveni bio predstavnik cara iz Konstantinopola. Okolni teritoriji su dosezali granicu s Venecijom na sjeveru, pa do Pentapolisa kod Riminija, tj. granice "pet gradova" u regiji Marke duž jadranske obale. U sastavu egzarhata je bilo i gradova, kao Forli, koji nisu bili na obali. Cijeli taj teritorij ležao je na istočnim padinama Apenina. To je bilo pod izravnom egarhovom upravom i činilo je egzarhat u užem smislu. Okolnim teritorijima su upravljale vojvode i magistri militium koji su više-manje bili podložni egzarhovom autoritetu. Iz perspektive Konstantinopola egzarhat je predstavljao jednu provinciju Italije.
Egzarhat u Raveni nije bio jedina bizantska provincija u Italiji. Bizantska Sicilija je imala posebnu vlast. Korzika i Sardinija su pripadali Afričkome egzarhatu.
Langobardi su imali glavni grad u Paviji i kontrolirali su veliku dolinu rijeke Po. Langobardski klin se protezao do juga, a uspostavili su vojvodstva u Spoletu i Beneventu. Oni su kontrolirali unutrašnjost, a bizantski upravitelji su kontrolirali obalu.
Pijemont, Lombardija, unutarnje kopno od Mletaka, Toskana i unutrašnjost Napulja pripadali su Langobardima i malo po malo carski predstavnici u Italiji gubili su pravu vlast, iako su samo na papiru kontrolirali Liguriju koju su potpuno izgubili 640. od Langobarda, ili Napulj i Kalabriju, koju je pregazilo langobardsko vojvodstvo Benevento. U Rimu je papa bio pravi vladar.
Naposljetku oko 740. egzarhat se sastojao od Istre, Venecije (osim same lagune na kojoj se nalazio grad Venecija), Ferrare, Ravene (egzarhat u užem smislu) s Pentapolisom i Perugie.
Svi ti dijelovi Italije, koje je car Justinijan vratio pod vlast Bizanta zauzeli su ili Langobardi koji su u potpunosti zauzeli samu Ravenu oko 750. godine, ili papa koji se konačno odvojio od Carstva za vrijeme ikonoklastičkih reformi.
Odnosi između pape u Rimu i egzarha u Raveni bili su takvi da su mogli pomoći ili odmoći Carstvu. Papinstvo je moglo biti pokretač lokalnoga nezadovoljstva. Stara rimska senatorska aristokracija zamjerala je da njima vlada egzarh, koga su mnogi smatrali nametljivim strancem. Egzarh se zato suočavao s prijetnjama izvana i iznutra, sprječavajući stvarni napredak i razvoj.
U svojoj unutrašnjoj povijesti egzarhat je bio pod podijeljenim utjecajima, koji su dovodili do podjele suvereniteta i uspostavljanja feudalizma u Europi. Korak po korak i usprkos naporima careva u Konstantinopolu, veliki carski službenici postajali su lokalni zemljoposjednici, njihovi rođaci ili pomoćnici postajali bi manji posjednici i zakupci, a nova savezništva su utjecala na carsku administraciju. U međuvremenu je bilo potrebno da se carski teritoriji brane od Langobarda, pa su stvorene lokalne milicije, koje su isprva bile u sastavu carskih jedinica, ali postupno su postajale nezavisne, jer je njihova regrutacija bila lokalnoga karaktera. Ti naoružani ljudi formirali su exercitus romanae militiae, koji su bili prethodnica slobodnih naoružanih građana u talijanskim gradovima u srednjem vijeku. Drugi gradovi egzarhata organizirali su se po istom modelu.

## Kraj egzarhata
Tijekom 6. i 7. stoljeća rastuća opasnost od Langobarda i Franaka i rascijep između istočnoga i zapadnoga kršćanstva uzrokovan ikonoklazmom i oštrim suparništvom pape i carigradskog patrijarha, učinio je poziciju egzarha neodrživom.
Ravena je ostala sjedište egzarha sve do pobune 727. zbog ikonoklazma. Posljednjega ravenskog egzarha ubili su Langobardi 751. godine. Egzarhat je reorganiziran kao Katapanat Italije sa sjedištem u Bariju kojeg su Saraceni zauzeli 858., a Bizant ga vratio 878.
Kada su Franci 756. istjerali Langobarde, papa Stjepan II. polagao je pravo na egzarhat. Njegov saveznik franački kralj Pipin Mali poklonio je osvojene zemlje bivšega egzarhata papinstvu 756. Ovu donaciju potvrdio je i Karlo Veliki 774. što je označilo početak svjetovne vlasti papa kao Patrimonija svetoga Petra. Nadbiskupije unutar egzarhata razvile su tradiciju svjetovne vlasti i nezavisnosti, što je doprinijelo lokalizaciji moći. Tri stoljeća kasnije ta će nezavisnost dovesti do pojave nezavisnih komuna.
Budući da je egzarhat nestao, maleni ostaci carskih posjeda na talijanskom kopnu, Napulj i Kalabrija, prešle su pod vlast Katapanata Italije, a kada su Arapi zauzeli Siciliju u 9. stoljeću, ostaci bizantskih teritorija su organizirani u teme Kalabriju i Lombardiju. Istra na vrhu Jadrana priključena je Dalmaciji, koja je tada bila u bizantskom posjedu.

## Ravenski egzarsi
Napomena: Za pojedine egzarhe postoji određena nesigurnost o točnim vremenima službovanja
- Decije (584. – 585.)
- Smaragd (585. – 589.) umro 611.
- Roman (589. – 598.)
- Kalinik (598. – 603.)
- Smaragd (drugi put) (603. – 611.)
- Ivan I. Lemigije (611. – 615.)
- Eleuterije (616. – 619.) umro 620.
- Izak (625. – 643.)
- Teodor I. Kaliop (643. – o. 645.)
- Platon (o. 645. – 649.)
- Olimpije (649. – 652.)
- Teodor I. Kaliop (drugi put) (653. – prije 666.)
- Grgur (oko 666. – 678.)
- Teodor II. (678. – 687.)
- Ivan II. Platin (687. – 702.)
- Teofilakt (702. – 710.)
- Ivan III. Ricokopo (710. – 711.)
- Entihije (711. – 713.)
- Skolastik (713. – 726.)
- Pavao (726. – 727.)
- Eutihije (728. – 752.)